# Alex Bayliss
Alex Bayliss es una arqueóloga británica, jefe de citas científicas en Historic England y profesora a tiempo parcial de ciencias arqueológicas en la Universidad de Stirling en Escocia. Su investigación se centra en la construcción de cronologías exactas de los sitios arqueológicos neolíticos europeos, a través de la aplicación modelado estadístico bayesiano de fechas de radiocarbono. 
En asociación con Alasdair Whittle de la Universidad de Cardiff, ha llevado a cabo una investigación exhaustiva sobre cercas aisladas y lugares relacionados en el Reino Unido e Irlanda. Los resultados de ese estudio, un libro coescrito por Bayliss, Whittle y Frances Healey, de la Universidad de Cardiff, titulado Tiempo de recolección: datación de los primeros recintos neolíticos del sur de Gran Bretaña e Irlanda, fue nombrado el libro del año en 2012 de los Premios Arqueológicos Británicos. 
De 2012 a 2017, Bayliss y Whittle lideraron un proyecto financiado por el Consejo Europeo de Investigación (ERC).  El proyecto denominado  The Times of our LIves  fue una serie de estudios en cronologías precisas y sus implicaciones, en varias regiones y fases de la Europa neolítica . 
Ha realizado investigaciones sobre sitios históricos adicionales en el Reino Unido, Europa y Turquía, utilizando la misma metodología de modelado estadístico de fechas de radiocarbono.

## Educación
Bayliss obtuvo una licenciatura (con honores) y un doctorado en el University College de Londres.

## Carrera arqueológica
Desde el 2000, Bayliss y Whittle han colaborado en varios proyectos de investigación relacionados con la cronología de los sitios arqueológicos. Su estudio inicial examinó los primeros túmulos neolíticos en el sur de Inglaterra. Los estudios adicionales se centraron en recintos de paso elevado en el Reino Unido e Irlanda.
A partir de 2012 y hasta 2017, Bayliss y Whittle dirigieron una serie de estudios financiados por el Consejo Europeo de Investigación. El proyecto, llamado Tiempos de sus vidas: Hacia narrativas precisas de cambio en el neolítico europeo a través de modelos cronológicos formales, consistió en una serie de estudios de investigación que utilizaron modelos cronológicos bayesianos de sitios arqueológicos en toda Europa, desde el siglo VI hasta el siglo III antes de Cristo. Se realizaron estudios de casos en España, Malta, Francia, Alemania, Suiza, Polonia, Hungría, Serbia, Rumania, Escocia e Inglaterra.
Uno de los estudios realizados como parte del proyecto Tiempos de sus vidas, fue una investigación sobre el desarrollo de asentamientos neolíticos en Orkney, Escocia. Los hallazgos del estudio, en colaboración con el profesor Colin Richards del Instituto de Arqueología de la Universidad de las Tierras Altas y las Islas, y publicado en la revista Antiquity, cuestionan la línea de tiempo previamente determinada para la vida prehistórica en Orkney.
Bayliss está trabajando en un proyecto de investigación a largo plazo en un asentamiento neolítico en Çatalhöyük, Turquía. El estudio, dirigido por el profesor Ian Hodder, de la Universidad de Stanford, es financiado por una subvención del Consejo de Investigación de Artes y Humanidades del Reino Unido y la Fundación Nacional de Ciencia de los Estados Unidos. Su trabajo consiste en investigar las estructuras y los espacios descubiertos por las excavaciones del sitio arqueológico en la década de 1960 y compilar una cronología detallada y de múltiples generaciones del sitio.
En un estudio realizado recientemente por Historic England en el sitio prehistórico de Avebury, la investigación de Bayliss reveló que dos círculos de madera prehistóricos son 800 años más antiguos de lo que se pensaba. Las estructuras de madera, 20 millas al norte de Stonehendge, se extienden a lo largo de 4 km (2.5 millas) y se construyeron con más de 4,000 árboles. Aplicando técnicas actuales de datación por radiocarbono a muestras de carbón, pudo determinar que los círculos de madera se construyeron en 3300 A C, en lugar del 2500 A C como se estimó anteriormente.

## Publicaciones seleccionadas
- Richards, Colin et al. (2017). «Islands of history: The Late Neolithic timescape of Orkney». Antiquity 91 (389): 1171-1188. doi:10.15184/aqy.2017.140.

- Bayliss, Alex et al. (2015). «Getting to the Bottom of It All: A Bayesian Approach to Dating the Start of Çatalhöyük». Journal of World Prehistory 28: 1-26. doi:10.1007/s10963-015-9083-7. Consultado el 7 de enero de 2018.

- Bayliss, Alex (2015). «Quality in Bayesian chronological models in archaeology». World Archaeology 47 (4): 677-700. doi:10.1080/00438243.2015.1067640.

- Bayliss, ed. (2013). Anglo-Saxon Graves and Grave Goods of the 6th and 7th Centuries AD: A Chronological Framework (The Society for Medieval Archaeology Monograph). Routledge. p. 616. ISBN 978-1909662063.

- Bayliss, Alex et al. (2011). Gathering Time: Dating the Early Neolithic Enclosures of Southern Britain and Ireland. Oxbow Books. p. 992. ISBN 9781842174258.

## Premios y honores
- Premio a la investigación del Foro Arqueológico de Shanghái 2015 El tiempo de sus vidas: Análisis cronológico del neolítico europeo basado en radiocarbono de alta resolución, a través del modelado formal.[8]

- 2014 Arqueología actual, arqueóloga del año, nominada[9]

- Premios británicos de arqueología 2012, Libro del año, Tiempo de reunión: datan los primeros recintos neolíticos del sur de Gran Bretaña e Irlanda[10]